# Аникеев, Владлен Игоревич
Владлен Игоревич Аникеев (бел. Уладлен Ігаравіч Анікееў; род. 9 февраля 2004, Витебск) — белорусский футболист, нападающий клуба «Витебск», выступаюший на правах аренды за клуб «Барановичи».

## Карьера

### «Витебск»

#### Начало карьеры
Воспитанник футбольной академии «Витебск». В 2020 году футболист стал выступать за дублирующий состав клуба. Дебютировал за клуб футболист 23 июня 2021 года в матче Кубка Беларуси против «Смолевичей», выйдя на замену на 57 минуте. В июле 2022 года футболист стал подтягиваться к матчам с основной командой клуба. Свой дебютный матч в чемпионате футболист сыграл 8 июля 2022 года против «Ислочи», выйдя на замену на 72 минуте. В дальнейшем футболист продолжал подтягиваться к матчам с основной командой витебского клуба, преимущественно выходя на поле со скамейки запасных, результативными действиями не отличившись. По итогу сезона футболист вместе с клубом завершил чемпионат на итоговом предпоследнем месте, вылетев в Первую лигу.

#### Сезон 2023
В декабре 2022 года футболист вместе с основной командой витебского клуба стал готовиться к новому сезону. Первый матч в новом сезоне за клуб футболист сыграл 8 мая 2023 года против дзержинского «Арсенала», выйдя на замену на 83 минуте. Футболист быстро закрепился в основной команде клуба, преимущественно выходя на поле со скамейки запасных. В середине июля 2023 года футболист стал оставаться на скамейке запасных, а с конца июля 2023 полностью выбыл из распоряжения основной команды, результативными действиями так и не отличившись. По итогу сезона футболист вместе с клубом стал бронзовым призёром чемпионата, тем самым витебский клуб отправился в стыковые матчи, где по сумме встреч победил «Энергетик-БГУ» и вернулся назад в Высшую лигу.

#### Аренда в «Барановичи»

##### Сезон 2024
В начале 2024 года футболист начал подготовку к новому сезону с витебским клубом. Новый сезон футболист начал 30 марта 2024 года с матча против мозырской «Славии», выйдя на замену на 87 минуте. Однако закрепиться в основной команде клуба у футболиста не получилось и в июле 2024 года футболист на правах арендного соглашения присоединился к «Барановичам». Дебютировал за клуб футболист 27 июля 2024 года в матче против «Островца», выйдя на поле в стартовом составе. Дебютным забитым голом за клуб футболист отличился 12 октября 2024 года в матче против пинской «Волны». По итогу сезона футболист вместе с клубом завершили чемпионат на итоговом тринадцатом месте. На протяжении сезона футболист выступал за клуб в роли одного из ключевых игроков, отличившись 3 забитыми голами.

##### Сезон 2025
В конце февраля 2025 года «Барановичи» продлили арендное соглашение с футболистом ещё на один сезон. Первый матч в новом сезоне футболист сыграл 29 марта 2025 года против клуба «Слоним-2017», выйдя на поле в стартовом составе. Первым забитым голом за клуб в сезоне футболист отличился 3 мая 2025 года в матче против борисовского БАТЭ-2. Своим первым забитым дублем за клуб футболист отличился 25 мая 2025 года в матче против клуба «Юни Икс Лабс».

## Международная карьера
В январе 2020 года футболист получил вызов в юношескую сборную Беларуси до 16 лет. Дебютировал за сборную футболист 30 января 2020 года в матче против сборной Израиля. В июне 2022 года футболист получил вызов в юношескую сборную Беларуси до 19 лет, за которую дебютировал в товарищеских матчах сборной Узбекистана.